# کیم جی-هون (کارگردان)
این یک نام کره‌ای است؛ نام خانوادگی کیم است.
کیم جی-هون (کره‌ای: 김지훈؛ زادهٔ ۱۹۷۱) کارگردان فیلم اهل کره جنوبی است.

## فیلم‌شناسی
- آکواریوم (فیلم کوتاه،  ۱۹۹۶) - کارگردان
- اگوئیسم (فیلم کوتاه،  ۱۹۹۶) - کارگردان
- گلخانه (فیلم کوتاه،  ۱۹۹۷) - کارگردان، فیلم‌نامه، تدوینگر، صدا
- راهروهای زمزمه (۱۹۹۸) - دستیار کارگردان
- ماه کامل خورشید کامل (فیلم کوتاه،  ۱۹۹۹) - بازیگر
- راش (۱۹۹۹) - دستیار کارگردان
- راز (۲۰۰۰) - دستیار کارگردان
- بهشت گنگسترها (۲۰۰۴) - کارگردان، فیلمنامه‌نویس
- ۱۸ مه (۲۰۰۷) - کارگردان[۳]
- بخش ۷ (۲۰۱۱) - کارگردان، فیلمنامه‌نویس
- برج (۲۰۱۲) - کارگردان، اصلاح فیلم‌نامه
- فروچاله (۲۰۲۱) - کارگردان
- من می‌خوام با پدر و مادرت آشنا بشم (۲۰۲۲) - کارگردان[۴]